# Лізер (Німеччина)
Лізер (нім. Lieser) — громада в Німеччині, розташована в землі Рейнланд-Пфальц. Входить до складу району Бернкастель-Віттліх. Складова частина об'єднання громад Бернкастель-Кюс.
Площа — 5,42 км2. Населення становить 1231 ос. (станом на 31 грудня 2020).

## Галерея

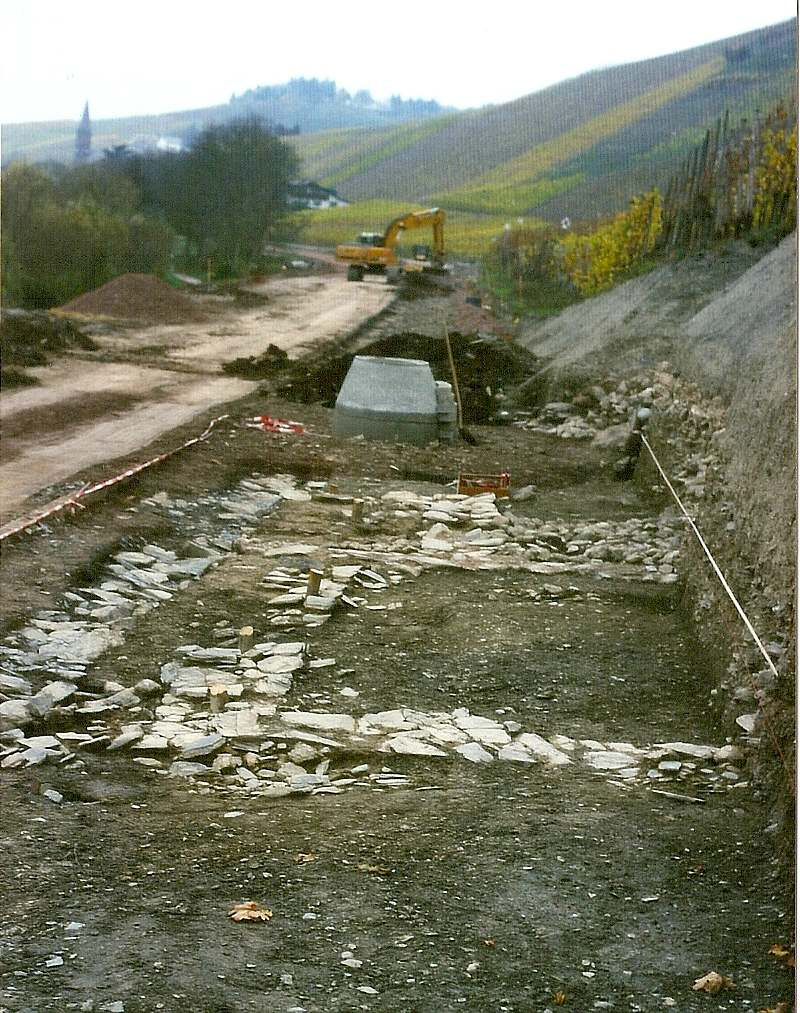
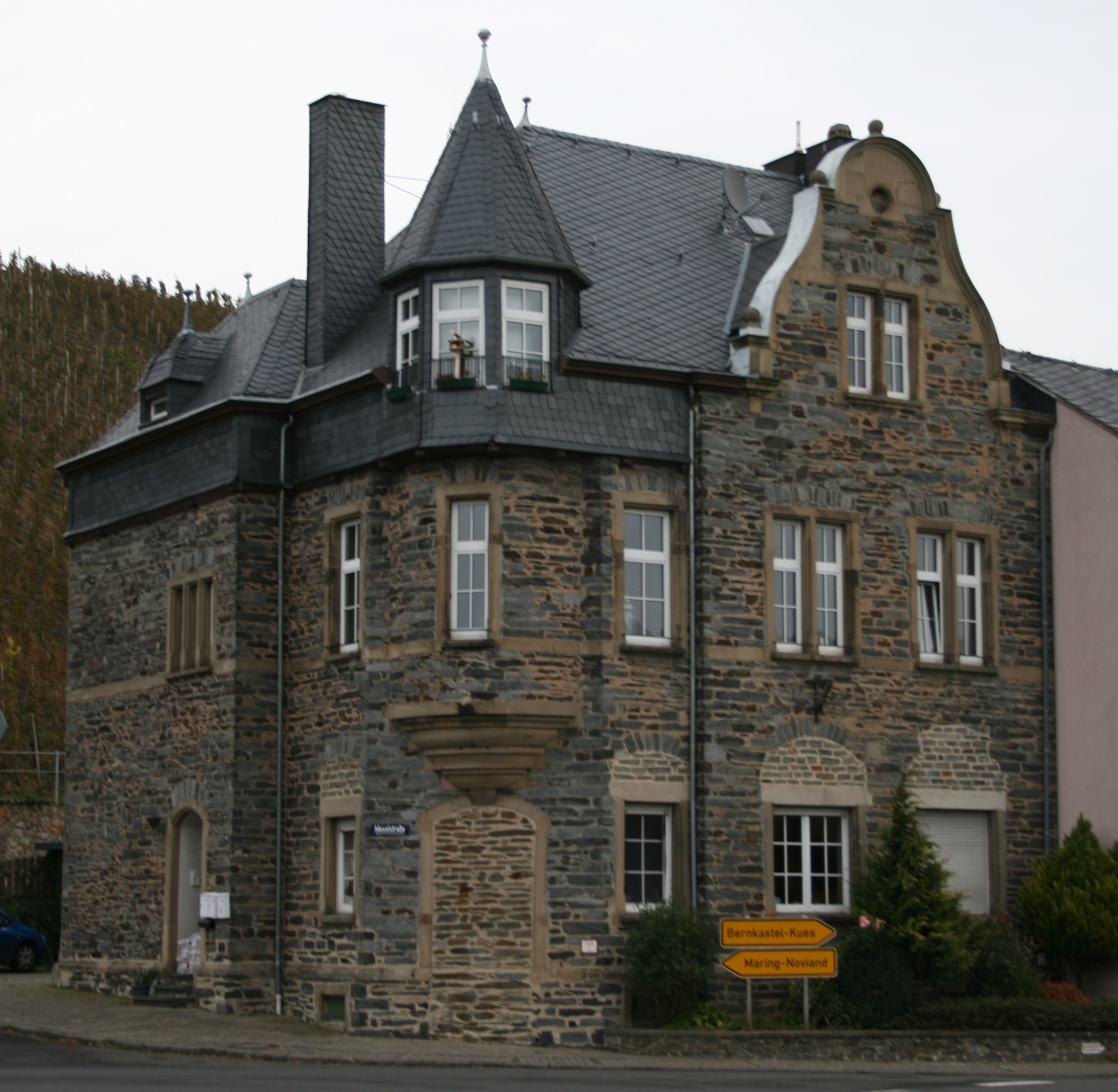
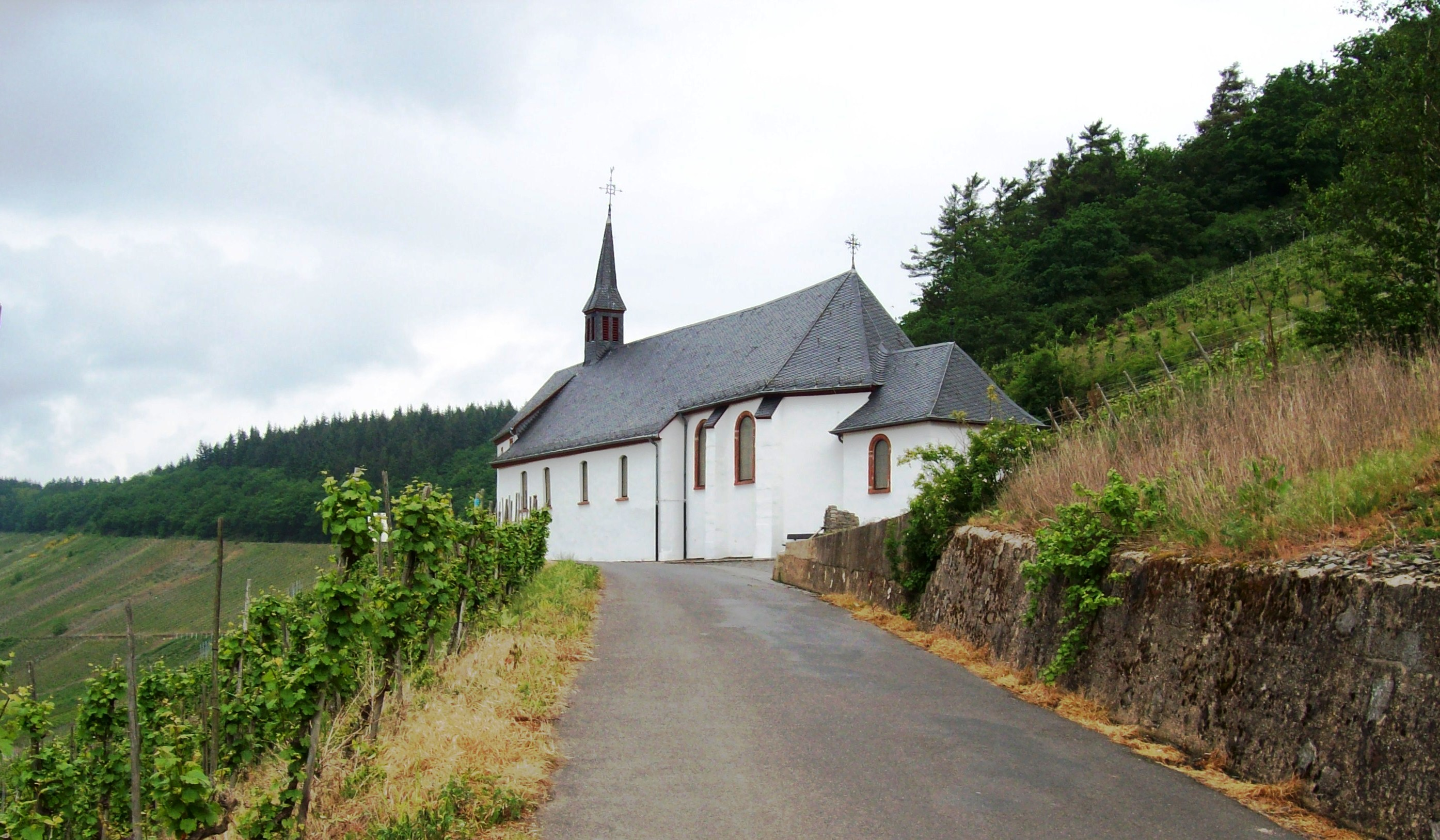